# Buchenwälder des Vorderen Odenwaldes

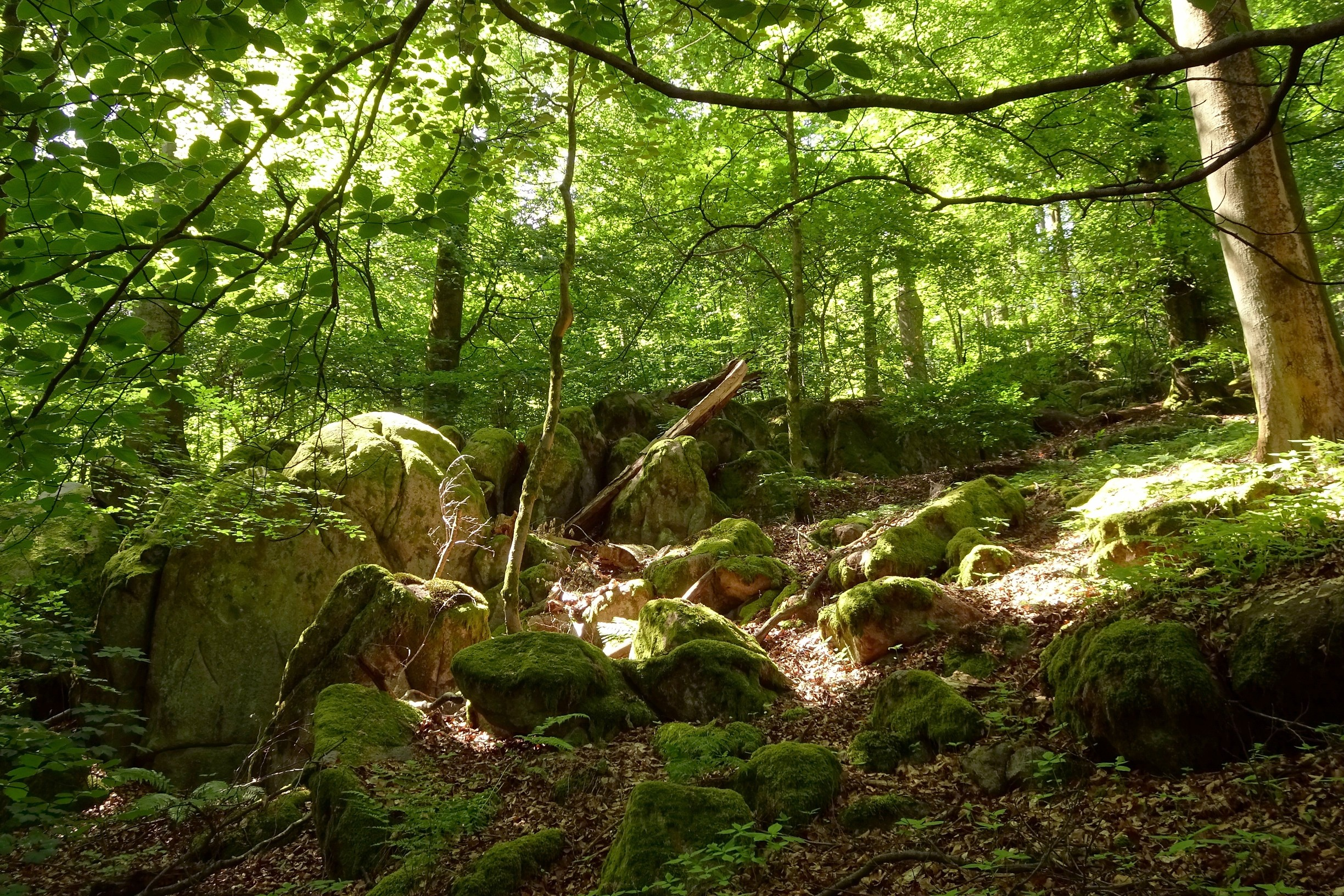
„Granitfelsen-Felsenmeer Steingeröll“ (2020)

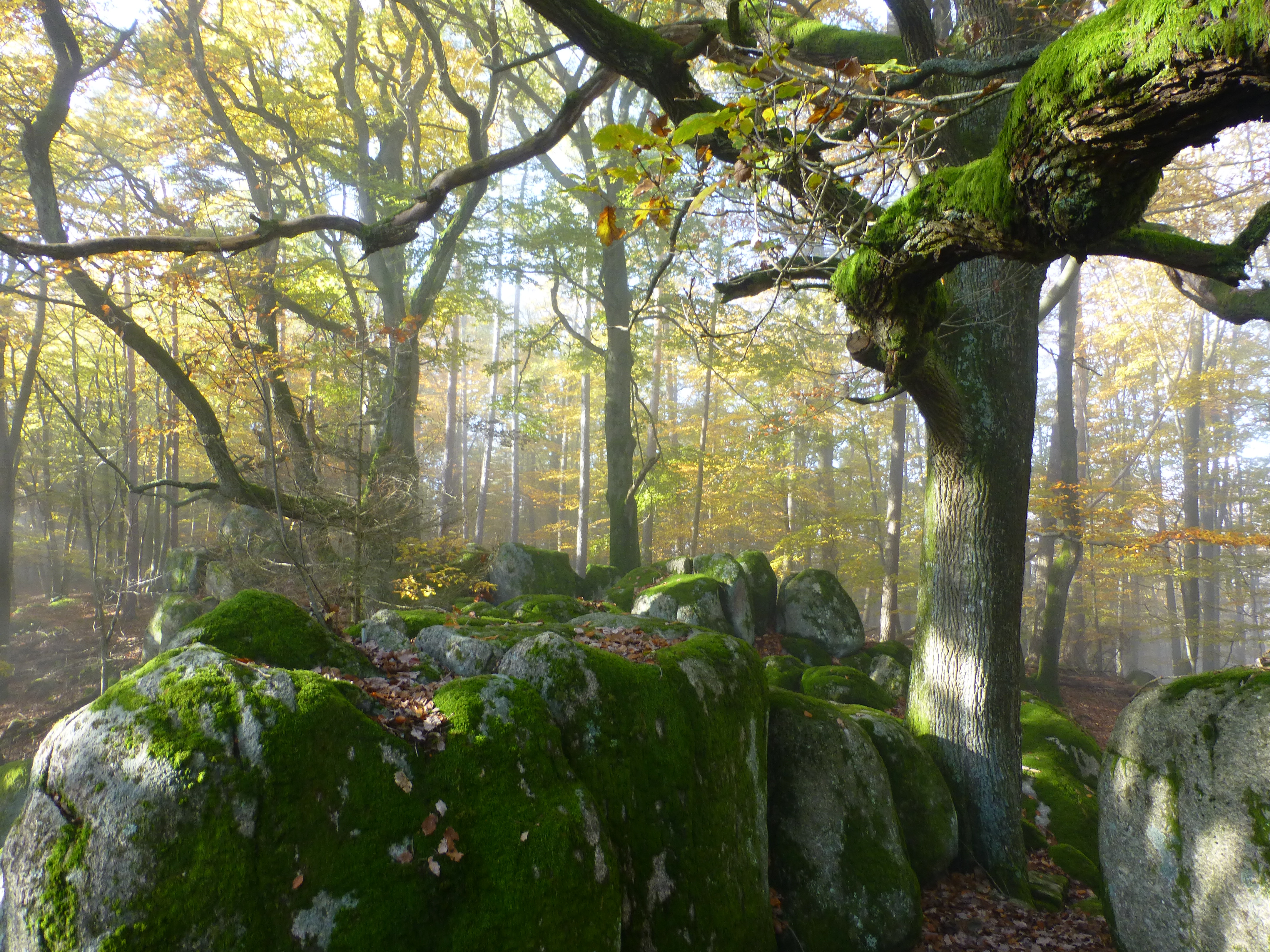
Steinkopf beim „Zindenauer Schlösschen“ (2019)

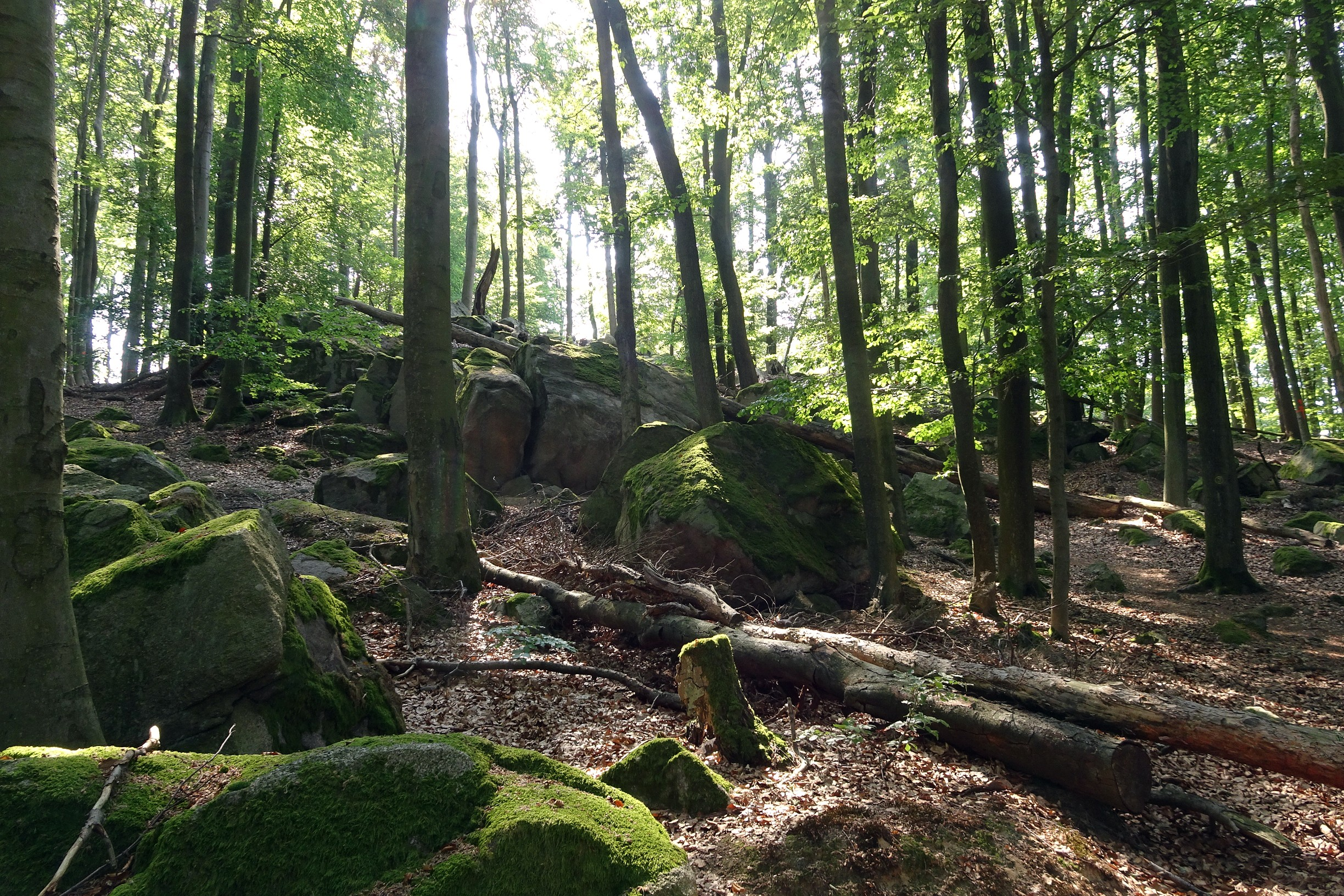
Am Rimdidim (2020)

Die Buchenwälder des Vorderen Odenwaldes sind ein über 37 Quadratkilometer großes Natura2000-Gebiet in den Landkreisen Darmstadt-Dieburg, Bergstraße und Odenwaldkreis in Südhessen. Die Ausweisung als FFH-Gebiet 6218-302 erfolgte mit der Verordnung vom 16. Januar 2008 (geändert am 20. Oktober 2016).

## Lage
Das FFH-Gebiet „Buchenwälder des Vorderen Odenwaldes“ liegt im Naturraum Vorderer Odenwald mit den Teilbereichen 145.0 Melibocus-Odenwald, 145.5 Krehberg-Odenwald, 145.6 Neunkircher-Höh-Odenwald und 145.7 Lichtenberger Höhen. Ein kleiner Bereich der Tongrube Wembach ist dem Reinheimer Hügelland zuzuordnen.
Das ausgedehnte Schutzgebiet mit einer Fläche von 3705,5 Hektar liegt auf 200 bis 575 Meter Meereshöhe. Etwa 60 % der geschützten Flächen gehören zum Landkreis Darmstadt-Dieburg (Gemeinden Fischbachtal, Groß-Bieberau, Modautal, Ober-Ramstadt, Reinheim), 30 % zum Landkreis Bergstraße (Gemeinden Bensheim, Fürth, Heppenheim, Lautertal, Lindenfels) und 10 % zum Odenwaldkreis (Gemeinden Brensbach, Fränkisch-Crumbach, Reichelsheim).
Das Schutzgebiet erstreckt sich von Reinheim und Ober-Ramstadt über knapp 20 Kilometer südwestwärts bis Heppenheim, seine Ost-West-Ausdehnung beträgt etwa 13,7 Kilometer. Es besteht aus sieben Teilflächen, die durch waldfreie landwirtschaftliche Bereiche oder Orte getrennt sind.
Innerhalb des Natura2000-Gebiets liegen die geologischen Naturdenkmale „Granitfelsen-Felsenmeer Steingeröll“, „Wildfrauhausberg“ und „Zindenauer Schlösschen“. An die südlichste Teilfläche grenzt streckenweise das FFH-Gebiet 6317-308 „Drosselberg/Hambach mit angrenzenden Flächen“ an. Außerdem wird sie vom FFH-Gebiet 6318-306 „Gronauer Bach mit Hummelscheid und Schannenbacher Moor“ durchzogen.

## Beschreibung
Das Natura2000-Gebiet schützt Buchenwaldbestände mit zum Teil sehr gut ausgebildeten natürlichen Blockhalden. Für den Vorderen Odenwald sind kristalline Gesteine charakteristisch, überwiegend Granit, Diorit und Hornblende-Granodiorit. An den Berghängen bilden die silikatreichen Block- und Schutthalden ein typisches Landschaftselement. Einige sind bewaldet, andere liegen nahezu waldfrei.
Die Waldgebiete sind historisch alte Wälder, die als Hochwald genutzt werden und oft strukturreich sind. Rotbuchenwälder machen etwa 61 % der Gebietsfläche aus. Davon sind etwa zwei Drittel Waldmeister-Buchenwald auf basenreichen Böden und ein Drittel Hainsimsen-Buchenwald auf nährstoffärmeren und saureren Böden. An den blockreichen Hängen und entlang eingeschnittener Bachtäler wachsen Schlucht- und Hangmischwälder mit Gemeiner Esche, Berg-Ahorn, Sommerlinde und Stieleiche. Kleinflächig kommen an den Bächen auch Schwarz-Erlen- und Eschen-Auwälder und Weichholzauen vor.
Außer Waldgebieten gehören zum Schutzgebiet zudem eine ehemalige Tongrube westlich von Wembach sowie ein Streuobstgebiet bei Lichtenberg.

## Flora und Fauna
Die Krautschicht im Waldmeister-Buchenwald enthält typischerweise Waldmeister, Buschwindröschen, Wald-Flattergras, Einblütiges Perlgras, Wald-Schwingel und Wald-Segge. Arten des Hainsimsen-Buchenwaldes sind Weißliche Hainsimse, Draht-Schmiele und Heidelbeere. Auf den Blockhalden wachsen verschiedene Moos- und Flechtengesellschaften mit zahlreichen Arten. Pioniersträucher wie Berg-Holunder, Schwarzer Holunder und Faulbaum bilden den Übergang zu den Waldbereichen.
Im Gebiet leben zahlreiche Fledermausarten: nachgewiesen wurden Großes Mausohr, Bechsteinfledermaus, Breitflügelfledermaus, Kleine Bartfledermaus, Fransenfledermaus, Kleiner Abendsegler, Großer Abendsegler, Rauhautfledermaus, Zwergfledermaus und Mückenfledermaus. In und an Gewässern, insbesondere bei der Tongrube Wembach, kommen Gelbbauchunke, Nördlicher Kammmolch, Wechselkröte, Feuersalamander und Fadenmolch vor. Auch die Zauneidechse wurde beobachtet.

## Erhaltungs- und Schutzziele
In dem FFH-Gebiet sollen folgende Lebensraumtypen erhalten werden:
- 8150 Kieselhaltige Schutthalden der Berglagen Mitteleuropas
- 9110 Hainsimsen-Buchenwald (Luzulo-Fagetum)
- 9130 Waldmeister-Buchenwald (Galio odorati-Fagetum)
- 9180 Schlucht- und Hangmischwälder (Tilio-Acerion)
- 91E0 Auenwälder mit Alnus glutinosa und Fraxinus excelsior (Alno-Padion, Alnion incanae, Salicion albae)
- 6510 Magere Flachland-Mähwiesen
- 3260 Fließgewässer mit flutender Wasservegetation
- 3150 Natürliche und naturnahe nährstoffreiche Stillgewässer mit Laichkraut- oder Froschbiss-Gesellschaften

Als Erhaltungsziele der Arten nach Anhang II der FFH-Richtlinie werden folgende Tiere und Pflanzen genannt:
- Die Fledermausarten Myotis myotis (Großes Mausohr) und Myotis bechsteinii (Bechsteinfledermaus)
- Bombina variegata (Gelbbauchunke)
- Triturus cristatus (Nördlicher Kammmolch)
- Austropotamobius torrentium (Steinkrebs)
- Euplagia quadripunctaria (Schmetterling Russischer Bär)
- Lucanus cervus (Hirschkäfer)
- Dicranum viride (Grünes Besenmoos)

## Pflege und Bewirtschaftung
Um die Schutzziele zu erreichen, sollen in den Wäldern naturnahe und strukturreiche Bestände gefördert werden, die stehendes und liegendes Totholz, Höhlenbäume sowie lebensraumtypische Baumarten in verschiedenen Entwicklungsstufen und Altersphasen aufweisen. Einige ältere Bestände werden als Kernflächen ganz von der Nutzung ausgenommen. Besonders die unterschiedlichen Ausprägungen der Silikat-Schutthalden sind zu erhalten. Die erforderlichen Maßnahmen sind durch Bewirtschaftungspläne geregelt. Dazu wurden die sieben Gebietsteile zu drei Planungsbereichen zusammengefasst, Teilbereich Nord mit einer Fläche von 1241,3 Hektar, Teilbereich Mitte mit 1029,5 Hektar, sowie Teilbereich Süd mit 1434,7 Hektar.

## Beeinträchtigungen
Auf Teilflächen existieren Pflanzungen von lebensraumfremden Baumarten, unter den Nadelbäumen dominiert insbesondere die Gemeine Fichte. Entlang von Waldwegen breiten sich stellenweise Neophyten wie Drüsiges Springkraut aus.